# Ricardo Pereira
Ricardo Alexandre Martins Soares Pereira, més conegut com a Ricardo (nascut l'11 de febrer del 1976 a Montijo, Portugal) és un futbolista portuguès.
Ha jugat a Boavista FC, Sporting CP, Reial Betis, Leicester City FC i Vitória Setúbal.
A més ha estat internacional amb Portugal.